# Pomladno obredje
Pomladno obredje (francosko: Le Sacre du Printemps) je baletna glasba Igorja Stravinskega.
Okrajšano tudi Sacre, je tretji balet, ki ga je Igor Stravinski (1882-1971) napisal po naročilu direktorja ruskega baleta v Parizu Sergeja Djagileva. Med vsemi tremi (prva dva sta Ognjeni ptič in Petruška) je najbolj revolucionaren po stilu in zaznamuje preobrat v glasbeni zgodovini. Pomladno obredje spada med tiste glasbene umetnine, ki so določujoče vplivale na podobo glasbe 20. stoletja. Stravinski je izoblikoval scenarij skupaj z velikim poznavalcem predkrščanskih ritualov, ruskim slikarjem in učenjakom Nikolajem Roerichom, ki je tudi oblikoval kostume za prvo izvedbo. Balet prikazuje predkrščanske obrede ob nastopu pomladi, kakršni so bili v navadi pri starih Slovanih. 
Balet je sestavljen iz dveh delov:
1. del: V prvem delu nam glasba in ples pričarata prvobitni svet iniciacijskih in žrtvenih obredov. Skupina fantov in deklet čaka se spusti v obredni ples, ki postaja vedno bolj divji. Mladci iz sovražnega plemena se polastijo deklet, plemeni se spopadeta in stari modrec skuša pomiriti sprti krdeli.
2. del: V drugem delu se dekleta ob sončnem zahodu zberejo okoli modreca, ki se greje ob ognju na vrhu griča. Eno od njih izberejo kot obredno žrtev zemlji. Starci se zatopijo v obredno zamaknjenje. Dekleta in mladeniči se razvrstijo okoli izbrane žrtve, ki v ekstazi pleše, dokler se mrtva ne zgrudi. Potem jo odnesejo do svete skale, kjer se žrtvovanje dopolni.

Skladba je bila napisana med letoma 1911 in 1913. Balet je bil prvič uprizorjen 29. maja 1913 v koreografiji znamenitega plesalca Vaslava Nižinskega v gledališču na Elizejskih poljanah v Parizu. Izvedbo je vodil dirigent Pierre Monteux. Nižinski, ki je bil leta 1912 v Parizu izzval škandal s svojo drzno erotično interpretacijo baleta po Debussyjevi skladbi Favnovo popoldne,  je s pomočjo balerine Marie Lambert koreografijo prilagodil dotlej še nikoli slišanim glasbenim efektom Stravinskega, ki se jim uglajeni prijemi klasičnega baleta nikakor niso prilegali.  Premiera se je izrodila v prvovrsten škandal. Del publike je vpil, žvižgal in se rogal, drugi so bučno aplavdirali in priletela je tudi marsikatera klofuta. Nižinskega so zadrževali za odrom, ker je hotel v dvorano zmerjat publiko, obupani Djagilev je ugašal in prižigal luči, da bi umiril pobesnele ljubitelje glasbe. Kritiki so izvedbo preimenovali v Massacre du printemps, pomladni pokol. Konservativni glasbeni krogi (med voditelji protesta je bil tudi del profesorjev pariškega konservatorija z Gabrielom Fauréjem na čelu) so nakopičene disonance ter ritmična in dinamična nasprotja doživeli kot eksces novega glasbenega barbarstva, občudovalci Stravinskega pa so njegovo glasbo slavili kot vizijo prvinskega človeka, ki umetnosti vliva nove moči. Pomladno obredje je plod velikega navdiha in zaradi svoje bleščeče dramaturgije izvrstno učinkuje tako na baletnem odru kot v koncertni dvorani. Danes je občutje publike drugačno kot v začetku 20. stoletja. Pomladno obredje poslušamo kot klasično delo, partitura spada v železni repertoar simfoničnih orkestrov in na njej so se preizkusili mnogi veliki dirigenti, saj od interpretov zahteva brezhibno tehnično znanje ter velike ritmične sposobnosti in poustvarjalno silo. Zdi se, da sama narava te glasbe organsko zavrača akademsko interpretacijo.
Pomladno obredje se na prvi pogled zdi izredno zapletena skladba, a revolucionarna je prav zaradi preprostosti svoje kompozicijske zasnove. Nasprotno od zgodnejših ruskih skladateljev, ki so sprejeli nemške tehnike simfonične kompozicije, je Stravinski uporabil popolnoma nasprotne metode. V skladbi ne zasledimo organske rasti ter razvoja harmonij in tematskega materiala. Ločeni kontrastni bloki so bodisi položeni drug poleg drugega bodisi pomešani kot mozaik, individualne melodične linije in ritmični vzorci pa se zgoščajo v ekstatično utripanje. Takšen je splošni vzorec obeh delov baleta. Začneta se s počasno, tiho in nežno glasbo in se zaključita v orgiastičnih izbruhih. V teh prvinskih glasbenih odlomkih se je Stravinski izkazal kot največji ritmik 20. stoletja. Prav zadnji stavek, ki spremlja mladenkin smrtni ples, je izjemno ritmično zapleten, sloni na hipnotičnih ostinatnih vzorcih, ki jih neprestano prekinjajo nepričakovani dinamični šoki. Stravinski sam je dejal, da je stavek uspel zapisati šele dolgo potem, ko ga je odigral na klavir. 
Trdil je tudi, da je v celotno delo vključil le eno ljudsko vižo, in sicer uvodno melodijo za fagot, ki izvira iz litovske folklore. Zdaj vemo, da to ne drži. Muzikološke raziskave so v Pomladnem obredju odkrile celo vrsto litovskih, beloruskih, ruskih in ukrajinskih napevov, ki se vsi po vrsti navezujejo na starodavna praznovanja pomladi, a noben izmed njih ni uporabljen kot dobeseden citat. Vse melodije so preoblikovane. To dejstvo nam še jasneje kaže dosežek Stravinskega: iz preprostih prvinskih glasbenih utrinkov je ustvaril veličastno glasbeno delo in odločno prestopil meje iz nacionalne tradicije izvirajočega glasbenega izraza, v katerem se je bil sam umetniško izoblikoval.